# Altengroitzsch
Altengroitzsch ist ein Ortsteil der Stadt Groitzsch im Landkreis Leipzig (Freistaat Sachsen). Der Ort wurde 1948 in die Stadt Groitzsch eingemeindet.

## Geografie
Altengroitzsch liegt in der Leipziger Tieflandsbucht drei Kilometer südwestlich von Groitzsch. Direkt westlich des Orts fließt die Schwennigke, etwas westlicher verläuft parallel zum Fluss die Weiße Elster.

## Geschichte

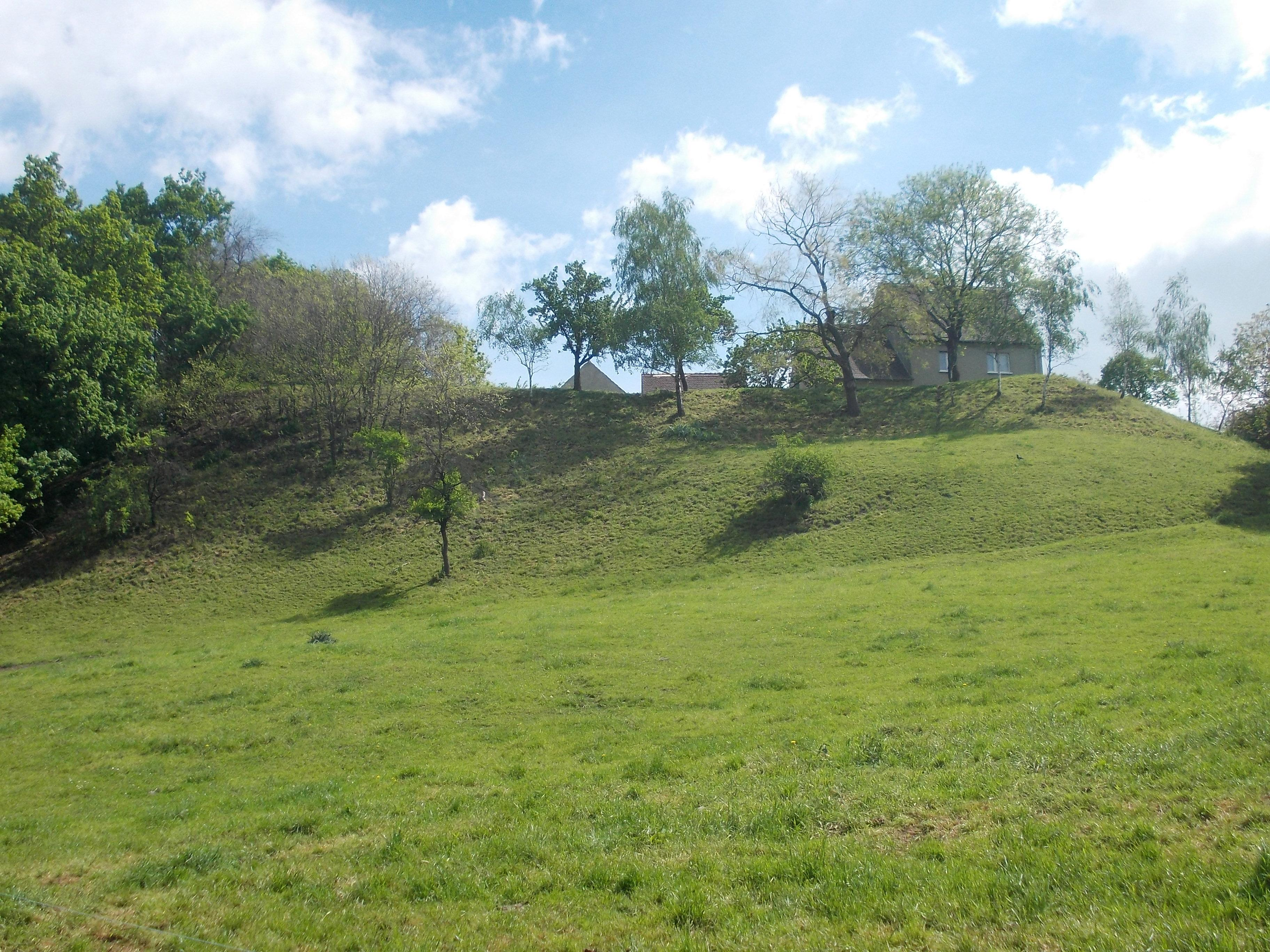
Wall von Altengroitzsch

Am steilen Rand der Elsteraue bei Altengroitzsch befand sich eine slawisch-frühdeutsche Wallanlage. Von der Dorfform ist der Ort ein slawischer Rundling. Der Ortsname von Altengroitzsch wird auf einem Zusammenhang mit der Entwicklung der nahe gelegenen Burg Groitzsch unter dem Grafen Wiprecht von Groitzsch (1050–1124) zurückgeführt.
Altengroitzsch lag um 1378 im Gebiet der Grafschaft Groitzsch, die 1460 mit dem Geleitsamt Pegau zum Amt Pegau vereinigt wurde. Seitdem lag der Ort bis 1856 im kursächsischen bzw. königlich-sächsischen Amt Pegau. Die Gerichtsbarkeit über Altengroitzsch lag beim Rittergut Löbnitz. Ab 1856 gehörte der Ort zum Gerichtsamt Pegau und ab 1875 zur Amtshauptmannschaft Borna.
Altengroitzsch befindet sich im Mitteldeutschen Braunkohlerevier. Zwischen 1851 und 1863 wurde in der „Berthagrube“ am südlichen Dorfrand Braunkohle im Tiefbau abgebaut. Im Jahr 1884 war die „Altengroitzscher Kohlegesellschaft“ mit 79 Arbeitern und fünf Beamten Besitzer der Grube.
Am 1. Oktober 1948 erfolgte die Eingemeindung nach Groitzsch. Als Ortsteil von Groitzsch wurde Altengroitzsch im Jahr 1952 dem Kreis Borna im Bezirk Leipzig, 1990 dem sächsischen Landkreis Borna, 1994 dem Landkreis Leipziger Land und 2008 dem Landkreis Leipzig zugeordnet.

## Sehenswürdigkeiten

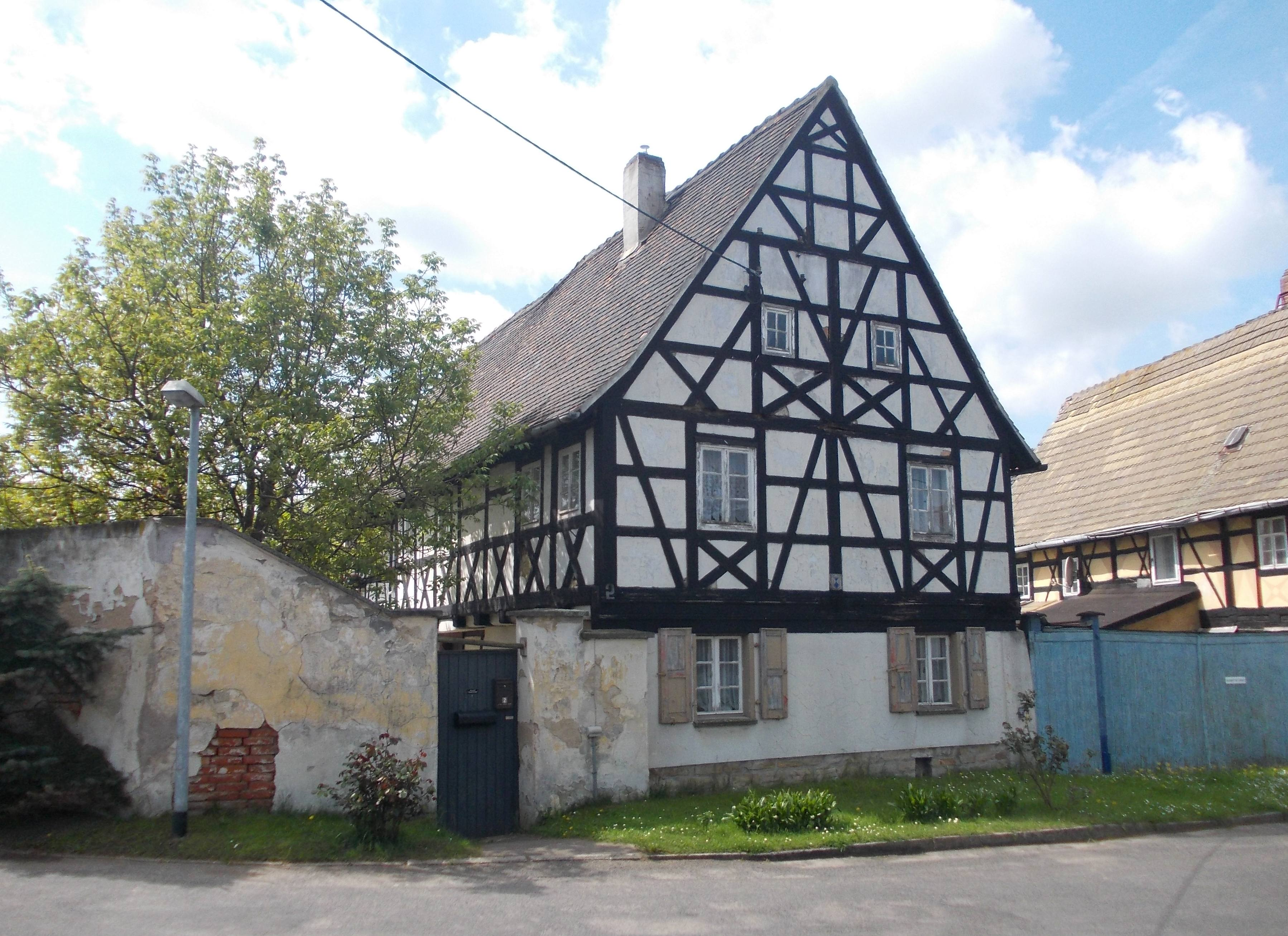
Fachwerkgebäude in Altengroitzsch

- Altengroitzsch besitzt mehrere Fachwerkhäuser, das älteste stammt aus dem Jahr 1689.
- Alpakagarten Altengroitzsch[4]